# Paweł Jaroszyński
Paweł Jaroszyński est un footballeur polonais né le 2 octobre 1994 à Lublin. Il évolue au poste de défenseur à l'US Salernitana.

## Biographie

### En équipe nationale
Avec les espoirs, il participe au championnat d'Europe espoirs en 2017. Lors de cette compétition, il joue trois matchs.